# Rhapsodie im August
Rhapsodie im August (jap. 八月の狂詩曲, Hachigatsu no Rapusodī) ist ein japanischer Spielfilm aus dem Jahr 1991, der auf dem Roman Nabe no Naka von Kiyoko Murata basiert. Das Drama ist der vorletzte Film des Regisseurs und Drehbuchautors Akira Kurosawa.

## Handlung
Die Hibakusha Kane, welche während des Atombombenabwurfs auf Nagasaki ihren Ehemann verloren hat, verbringt den Sommer 1990 zuhause zusammen mit ihren vier Enkelkindern Tami, Minako, Tadao und Shinjiro. Deren Eltern sind zur selben Zeit auf Besuch bei Verwandten auf Hawaii. Die vier Jugendlichen helfen ihrer Großmutter im Alltag und leisten ihr Gesellschaft, gleichzeitig möchten sie die Großmutter dazu überreden, mit ihnen nach Hawaii zu fahren und dort ihren im Sterben liegenden Großonkel zu besuchen. Der älteste Enkelsohn Tateo hat zudem das alte, verstimmte Harmonium der Großmutter für sich entdeckt und möchte es reparieren. 
Als die vier nach Nagasaki zum Einkaufen fahren, zeigt Tami den anderen Kindern das Mahnmal für die Atombombenopfer. In der Nacht darauf erzählt ihnen ihre Großmutter Gruselgeschichten, die mittelbar mit den Atombombenabwürfen zusammenhängen.
Am nächsten Tag treffen Kanes Söhne Tadao und Yoshie bei ihr ein und berichten von ihren Erlebnissen auf Hawaii. Ihr Interesse gilt aber nur dem materiellen Reichtum der amerikanischen Verwandten, was Kane scharf kritisiert. Die Eltern sind wiederum darüber erbost, dass Tadao im Briefwechsel mit Kanes Neffen Clark den Atombombenabwurf erwähnt hat, was sie als Fauxpas gegenüber einem Amerikaner sehen.
Clark reist für alle überraschend selbst kurzfristig nach Japan und das ausgerechnet zu der Zeit, in der das Totengedenken für Kanes Bruder ansteht. Es stellt sich jedoch heraus, dass der Amerikaner Clark nicht gekränkt ist, an den Trauerfeierlichkeiten teilnimmt und sich mit Kane versöhnen möchte. Tateo findet auch heraus, dass das Klavier auf einmal nicht mehr verstimmt ist. Clarks Aufenthalt in Japan findet allerdings ein jähes Ende, als er ein Telegramm mit der Nachricht vom Tod seines Vaters überreicht bekommt und abreisen muss.
Am nächsten Tag wollen auch Tadao und Yoshie mit ihren Familien abreisen, aber Kane ist verwirrt und scheint während eines Gewitters den Bombenabwurf ein zweites Mal zu erleben.

## Kritik
Das Lexikon des internationalen Films lobte den Kinotipp der Katholischen Filmkritik: „Akira Kurosawas Alterswerk ist eine stille, von sanfter Wehmut und Heiterkeit geprägte Meditation über Schmerz und Trauer, das Erinnern und die heilende Kraft der Versöhnung. Die gelöste Magie der Bilder wird gegen Ende von weihevollen Reden über die Freundschaft einst verfeindeter Nationen beeinträchtigt.“
Andreas Kilb schreibt in der Zeit: „Früher hat Kurosawa im Kino von Fürsten und Königen erzählt, von Dynastien, die sich selbst auslöschten, und Reichen, die in gewaltigen Schlachten zerbrachen. Jetzt hat er über die größte von allen Katastrophen den stillsten aller Filme gedreht. Ein Blick in einen Wasserfall, die Ankunft eines Mannes am Flughafen, ein Gewitter in den Bergen – das sind die dramatischen Höhepunkte von "Rhapsodie im August". Ein Film wie ein Gebet: ein Opfer.“

## Nachwirkung
Im Film gibt es eine Szene, in der die Kinder den Friedenspark besichtigen. Dort sehen sie Denkmäler, die von verschiedenen Ländern gestiftet wurden. Als Tadao feststellt, dass es keines aus den USA gebe, entgegnet ihm Tami, dass dies logisch sei, da die USA ja Nagasaki bombardiert hätten. Nach Erscheinen des Films wurde James Schiebel, der Bürgermeister von Nagasakis amerikanischer Partnerstadt Saint Paul, Minnesota, darauf aufmerksam und stiftete das Denkmal Sternbild Erde des Bildhauers Paul Granlund, welches 1992 enthüllt wurde.